# 吉田小江子
吉田 小江子（よしだ さえこ、Saeko Yoshida、1981年5月13日 - ）は、日本の医師、元レポーター。旧芸名は、吉田沙恵子。奈良県出身。身長168cm、血液型A型。

## 来歴・人物
奈良県奈良市出身。奈良女子大学文学部附属高等学校在学中、英国Anderson High Schoolに留学したり、南アフリカ共和国、チェコ、スウェーデンなどで学んだ。京都大学文学部に入学するが、総合人間学部に転学し、国際文化学科卒業。大学時代はダンロップレースクイーン、コンパニオン、イベントの司会、通訳などのアルバイトをした。また劇団とっても便利に所属しミュージカルに出演した。2004年3月に大学卒業後、東京に拠点を移した。かつての所属事務所はSMAエンタテインメント。
2004年4月30日、長野県軽井沢町に一家で観光に向かう途中の中央自動車道上り線で自身が運転するワゴン車が縁石に乗り上げ横転。同乗の母と妹は死亡し、本人と父、吉田家にホームステイするイギリス人留学生が負傷した。同月からの新番組「りえむら」（関西テレビ）は負傷の影響で休養。そのまま降板した。
医師を目指し予備校に通い、2011年鹿児島大学医学部医学科に大学2年次から学士編入。2015年5月に結婚。2016年3月に鹿児島大学医学部医学科卒業。2016年6月に女児を出産。2020年5月に男児を出産。奈良県で呼吸器内科医として勤務。2020年2月より3年振りにTwitterを再開し新型コロナウイルス関連のツイートを投稿している。しかし、2024年現在、厚生労働省による医師検索データベースにも名前は検索されず、消息は不明となっている。

## 出演
- 高校野球スタンドレポーター （1997年 奈良テレビ放送）
- 「TODAY」（2000年 南アフリカ放送）ゲスト
- ちちんぷいぷい Who are you? （2003年 毎日放送）
- ぐるっと関西おひるまえ（2003年 NHK）「大人の遠足・京都編」レポーター
- Yahoo!BBスタジアム 「私を野球場に連れてって」歌手（2004年）
- スター激うま99連発!（2004年 日本テレビ）MC
- ドッグアワード（2004年 グリーンチャンネル）
- りえむら（2004年 関西テレビ）
- ニッポン早わかり（2006年 テレビ神奈川）レポーター
- 東京ほっと情報（2007年 テレビ東京）キャスター
- クロージングベル ジャスダックレポート木曜日担当（2007年 テレビ東京）
- モーニングサテライト（2007年8月31日 - 11月16日　テレビ東京）代打キャスター
- VODプロモチャンネル[3]（JCOM TV デジタル、ナビゲーター）
- KONY ISLAND[4]（FM横浜、ディスクジョッキー）
- 熱血!平成教育学院、ネプリーグ（2008年9月 フジテレビ）
- クイズ雑学王 芸能人NO.1決定戦[5]（2008年9月テレビ朝日）
- easy sports（2009年2月9日 - 13日 テレビ朝日）
- おもいッきりDON!（2009年4月-9月 日本テレビ）

### CM
- フローピア・発汗生活[6] 発汗童子編（2003年 TOTO）
- 『バーチャルFX』初代イメージガール[7]（2003年 外為どっとコム）

### 舞台
- ミュージカル「モモ」（1996年 モモ役）
- ミュージカル劇団とっても便利（2001 - 2003年）
- 「ASEM世界演劇祭」（2002年 コンテンポラリー部門・日本代表）
- 「Image of Asia」（2003年 デンマーク公演、パントマイム・日本代表）
- 劇団「リトルステップ」客
- 「It's Show Time!」（タップダンス）

### 写真集
- Aloha KISS（2008年7月25日、ワニブックス、撮影：根本好伸）ISBN 978-4847041075

### 紙面
- 毎日新聞日曜版「吉田沙恵子の本日休講です!」（2004年）
- 朝日新聞「風景」モデル（2004年）
- 朝日新聞「旬の顔」特集（2004年）